# Whipsnade Zoo
Whipsnade Zoo, tidligere ZSL Whipsnade Zoo og Whipsnade Wild Animal Park, er en zoologisk have, der ligger ved Whipsnade, nær Dunstable i Bedfordshire, England. Det er den ene af to zoologiske haver (hvoraf den anden er London Zoo i Regent's Park, London) der ejes af Zoological Society of London (ZSL), som en en organisation som beskæftiger sg med bevaring af dyr og deres levesteder.